# Celaenia excavata
Celaenia excavata là một loài nhện trong họ Araneidae.
Loài này thuộc chi Celaenia. Celaenia excavata được Ludwig Carl Christian Koch miêu tả năm 1867.